# Axiòmetre

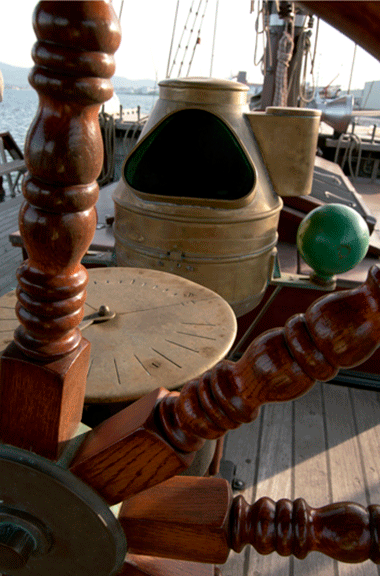
Axiòmetre

Un axiòmetre és un aparell que serveix per a indicar l'angle que forma la pala del timó amb la direcció de la quilla. Aquests moviments estan combinats de manera que l'axiòmetre indica exactament la posició de la canya tot i que aquesta es troba oculta.